# نورثروپ وای‌اف-۱۷

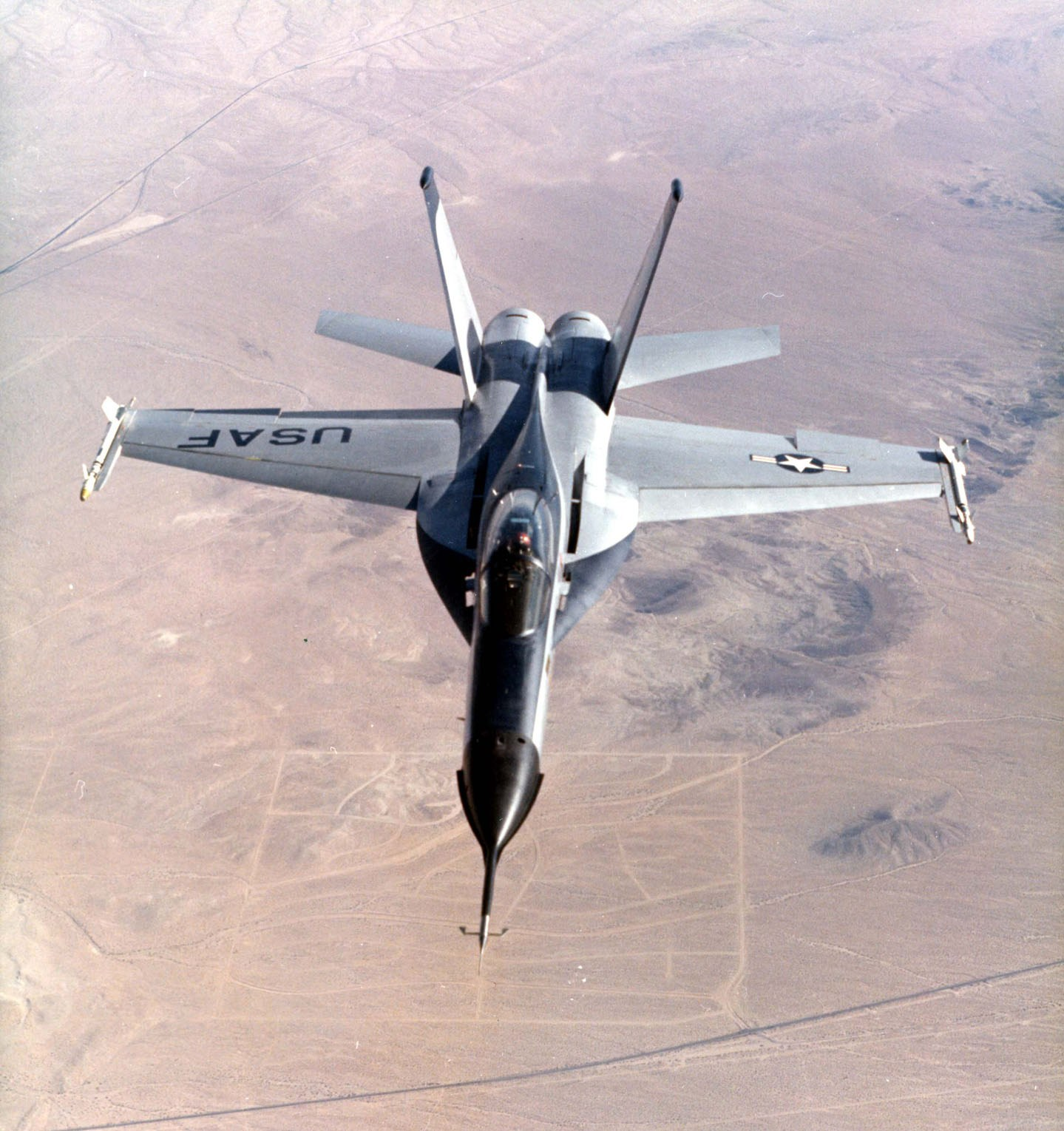
نمای جلویی وای‌اف-۱۷

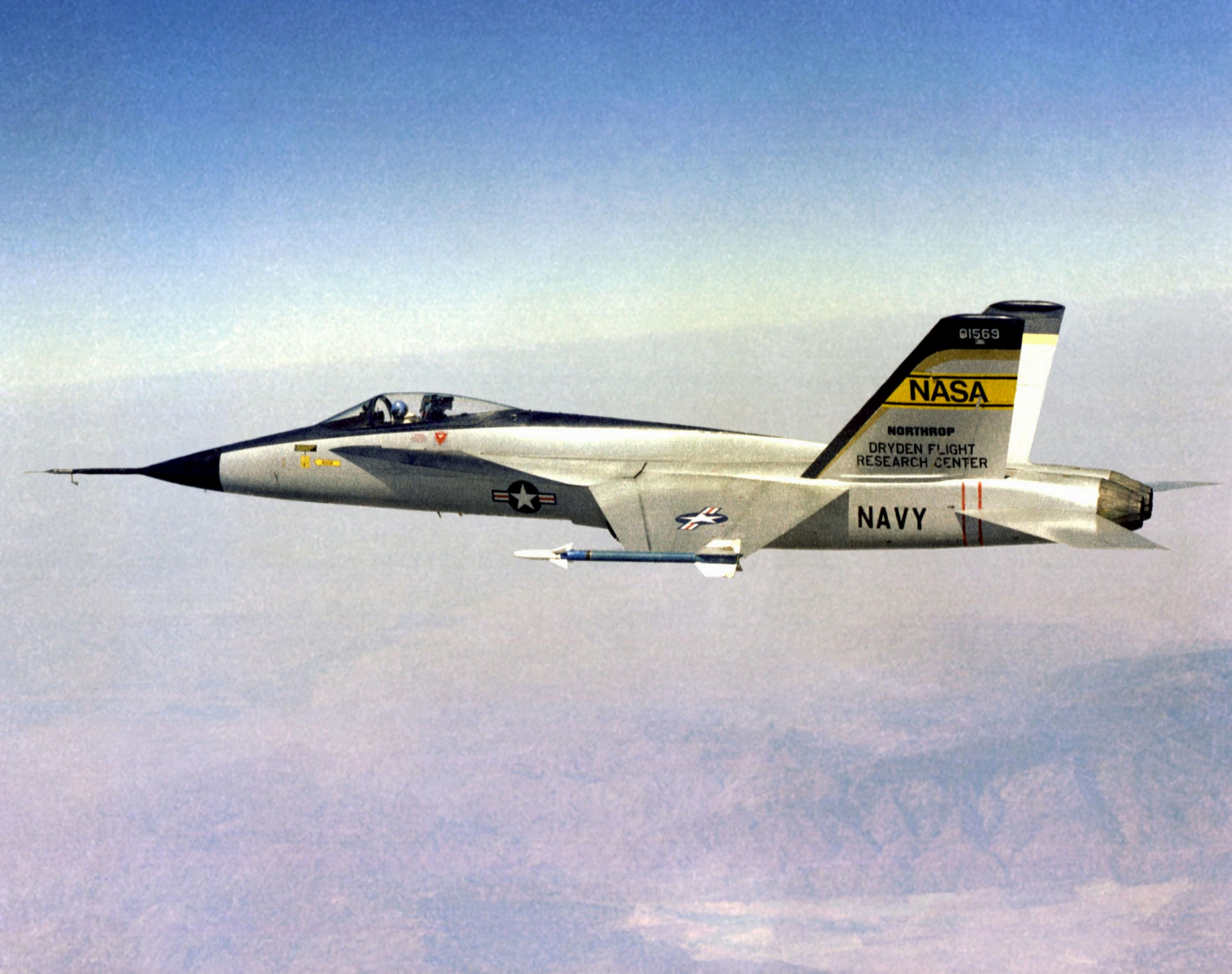
وای‌اف-۱۷

نورثروپ وای‌اف-۱۷کبرا (به انگلیسی: Northrop YF-17) (با نام غیررسمی کبرا) هواپیمای جنگنده سبک دوموتوره، تک‌سرنشینه و دوسکانه‌ای بود که در شرکت نورثروپ طراحی شده و یک پیش‌نمونه از آن برای انتخاب یک جنگنده سبک برای نیروی هوایی ایالات متحده آمریکا ساخته شد.
طراحی یک جنگنده سبک در اوایل دهه ۱۹۷۰ با این ایده صورت گرفت که بسیاری از فرماندهان نیروی هوایی اعتقاد داشتند؛ اف-۱۵ که به تازگی وارد ارتش آمریکا شده بود برای بسیاری از عملیات‌های جنگی بیش از حد بزرگ و گران است. در جریان رقابت برای انتخاب یک جنگنده چندمنظوره سبک جدید برای ارتش آمریکا اف-۱۷ مغلوب جنگنده فالکن اف-۱۶ ساخت جنرال داینامیکس شد. سازندگان اف-۱۷ سپس نوع بزرگ‌تر شده این هواپیما را به نیروی دریایی ارائه کردند تا برای تکمیل هواپیمای گران‌تر اف-۱۴ و جایگزینی هواپیماهای اف-۴ فانتوم و ای-۷ کرسر مورد استفاده قرار گیرد. با تأیید نیروی دریایی آمریکا نوع بزرگ‌تر شده و بهینه شده این هواپیما با نام اف-۱۸ هورنت وارد خدمت نظامی شد. از سال ۱۹۹۹ مدل بزرگ‌تری از هواپیمای اف-۱۸ با عنوان بوئینگ اف/ای-۱۸ئی/اف سوپر هورنت وارد نیروی دریایی آمریکا شد که اندازه‌ای تقریباً مشابه با اف-۱۵ داشت.